# Cataraqui
Cataraqui – rzeka w prowincji Ontario w Kanadzie. Wypływa z jeziora Newboro Lake i uchodzi do Rzeki Świętego Wawrzyńca w Kingston. Jej dolny bieg stanowi część wybudowanego w latach 1827–32 kanału Rideau. 
Nazwa pochodzi z języka irokeskiego (od słowa Katarakne) i oznacza „miejsce, w którym można się ukryć”. Pierwotnie stosowana była do miejsca przy ujściu rzeki, w którym później wybudowano fort Cataraqui, następnie przemianowany na fort Frontenac. 